# Sabethes idiogenes
Sabethes idiogenes är en tvåvingeart som beskrevs av Ralph E. Harbach 1994. Sabethes idiogenes ingår i släktet Sabethes och familjen stickmyggor.
Artens utbredningsområde är Peru. Inga underarter finns listade i Catalogue of Life.